# Terytorium (podział administracyjny)
Terytorium – nazwa jednostki podziału administracyjnego niektórych państw świata. Istnieje w niektórych państwach federalnych jako jednostka tego stopnia co stany/prowincje, ale ich status jest odmienny. Zazwyczaj podlegają bezpośrednio rządowi federalnemu. 
Terytoria występują w następujących krajach:
- Australia
  - Australijskie Terytorium Stołeczne
  - Terytorium Północne (ma status stanu)
  - Terytorium Jervis Bay

- Kanada
  - Terytoria Północno-Zachodnie
  - Jukon
  - Nunavut

- Indie
  - Andamany i Nikobary
  - Czandigarh
  - Dadra i Nagarhaweli
  - Daman i Diu
  - Lakszadiwy
  - Puducherry
  - narodowe terytorium stołeczne Delhi – o specjalnym statusie

- Malezja
  - Kuala Lumpur
  - Labuan
  - Putrajaya

- Pakistan
  - Terytorium Stołeczne Islamabadu
  - Terytoria Plemienne Administrowane Federalnie

Terytoria istniały także w podziale administracyjnym Brazylii – obecnie mają status stanów. Terytoria występowały również historycznie w podziale administracyjnym Stanów Zjednoczonych. Ostatnie Terytorium Hawajów otrzymały status stanu w 1959 roku.